# مارک دیندال
مارک دیندال (انگلیسی: Mark Dindal؛ زادهٔ ۱۹۶۰) کارگردان فیلم، فیلم‌نامه‌نویس، صداپیشه و متخصص جلوه‌های ویژه اهل ایالات متحده آمریکا است.
از فیلم‌هایی که وی در آنها نقش داشته‌است، می‌توان به گربه‌ها نمی‌رقصند، زندگی جدید امپراتور، موشک‌زن و جوجه کوچولو اشاره کرد.